# هينريتش مولر (دراج)
هينريتش مولر هو دراج سويسري، ولد في 14 نوفمبر 1926 في زيورخ في سويسرا.

## وصلات خارجية
- هاينريش مولر على موقع أرشيف الدراجات (الإنجليزية)
- هاينريش مولر على موقع أوليمبيديا (الإنجليزية)